# Ralf Paulsen
Pour les articles homonymes, voir Paulsen.
Ralf Paulsen (né le 3 avril 1929 à Berlin, mort le 26 février 2015 dans la même ville) est un chanteur allemand.

## Biographie
Ralf Paulsen est l'un des principaux représentants de la mode du Far West dans les années 1960 en République fédérale d'Allemagne. En 1959, il a son premier succès avec Tränen in deinen Augen.
Son plus grand succès est en 1963 avec la version allemande du générique de la série télévisée américaine Bonanza. Il enregistre dans les années 1960 et 1970 de nombreuses chansons western, mais ne lui apportent pas le succès escompté. Il chante aussi du schlager. Ralf Paulsen est souvent sur la route avec son collègue Tex Haper.
Paulsen enregistre des chansons country dans les années 1990 et apparaît occasionnellement à la télévision.

## Source de la traduction
- (de) Cet article est partiellement ou en totalité issu de l’article de Wikipédia en allemand intitulé « Ralf Paulsen » (voir la liste des auteurs).